# 세계무역기구
세계무역기구(世界貿易機構, 영어: World Trade Organization : WTO, 프랑스어: Organisation mondiale du commerce : OMC, 스페인어: Organización Mundial del Comercio : OMC)는 회원국들간의 무역 관계를 정의하는 많은 수의 협정을 관리 감독하기 위한 기구이다. 세계무역기구는 1947년 시작된 관세 및 무역에 관한 일반협정(General Agreement on Tariffs and Trade, GATT) 체제를 대체하기 위해 등장했으며, 세계 무역 장벽을 감소시키거나 없애기 위한 목적을 가지고 있다. 이는 국가 간의 무역을 보다 부드럽고, 자유롭게 보장해 준다.
세계무역기구의 본부는 스위스 제네바에 위치해 있다. 2005년 5월 13일, 파스칼 라미가 사무총장으로 선출되었다. 그는 수파차이 파닛차팍 전 사무총장으로부터 2005년 9월 1일 사무총장의 직책을 건네받았다. 2017년 2월 일반의사회의 컨센서스로 호베르투 아제베도(Roberto Azevêdo)가 선출되어, 동년 9월에 임기가 시작되었다. 2013년 3월 현재 기준 159개의 회원국이 있으며, 대부분의 국가는 개발도상국이다. 모든 회원국은 "무조건 최혜국대우 공여원칙"을 지킬 것을 의무로 갖는데, 이는 (일부 예외를 제외하고) 하나의 회원국이 받는 특권이 모든 다른 국가에게도 적용되어야 한다는 것을 의미한다.
1990년대 후반, 세계무역기구는 반세계화 운동의 주요한 공격 대상이 됐다.

## 설립
세계무역기구는 1995년 1월 1일, 제2차 세계 대전 후 자유 무역을 지향하기 위해 만들어졌던 관세 및 무역에 관한 일반협정(GATT) 체제를 대체하기 위해 설립되었다. 세계무역기구는 GATT의 원칙과 협정을 수용하며, 나아가 이를 관리 감독, 확대하는 것 또한 목적으로 삼고 있다. 무형의 협정 체제였던 GATT와는 달리 세계무역기구는 실제로 기구가 존재한다.
세계무역기구는 실질적으로는, GATT 체제를 대체하기로 했었던 국제무역기구(International Trade Organization, ITO)의 후임이다. 국제무역기구는, 1948년 3월 아바나에서 있었던, 유엔의 무역 및 고용에 관한 회의 결과 합의되었지만, 미국 상원에 의해서 기각되었다. 일부 역사가들은 이 실패는 국제무역기구가 대형 사업을 자유롭게 하는 것이 아니라, 오히려 규제하는 데 사용될 것이라는 미국 기업가들의 두려움에서 야기된 것이라고 한다(리사 윌킨스, 1997년). ITO 설립이 좌초됨에 따라 GATT 체제를 대체하는 기구는 WTO가 이 역할을 물려받게 되었다.

## 조직
모든 회원국은 항소심, 분쟁해결기구, 다자간회의를 제외한 모든 이사회, 위원회 등에 참여할 수 있다. 세계무역기구는 여러 단계의 계층적 조직을 가진다. WTO는 총회, 각료회의, 무역위원회, 사무국 등의 조직으로 구성

### 최고 단계: 각료회의
세계무역기구의 최고의사결정기관은 각료회의이다. 이는 최소한 2년에 한 번은 개최되는 비상설 기관이다. 각료회의는 모든 회원국을 소집하며 모든 협정에서 발생하는 모든 문제에 대한 결정을 내릴 수 있다. 제1차 각료회의는 1996년 싱가포르에서 개최되었다.

### 2차 단계: 일반이사회
일상적인 문제는 일반이사회, 분쟁해결기구, 무역정책검사기구의 3기구에서 다루어진다.
- 일반이사회 - 일반이사회는 제네바에 위치한, 최고 수준의 의사결정기관이며, 세계무역기구의 역할을 수행하기 위해 규칙적으로 소집된다. 이는 모든 회원국 정부가 파견한 대표(대개 대사나 동등한 직위)로 구성되며, 매 2년 개최되는 각료회의를 대신하여 직무를 행할 권리가 있다. 이사회는 세계무역기구의 모든 사무를 각료회의를 대신하여 이행한다. 현재 의장은 케냐의 아미나 모하메드이다.

- 분쟁해결기구 - 분쟁해결기구는 모든 회원국의 대표(대사나 동등한 직위)로 구성된다. 현재 의장은 노르웨이의 Eirik GLENNE이다.

- 무역정책검사기구 - 일반이사회는 회원국의 무역 정책을 검사하기 위해 무역정책검사기구를 구성한다. 그러므로 무역정책기구는 모든 회원국에게 열려있다. 현재 의장은 캐나다의 돈 스피븐슨이다.

### 3차 단계: 상품이사회 등
상품이사회는 일반이사회 하에 존재한다. 이는 서로 다른 역할을 수행하는 상품이사회, 서비스이사회, 무역관련 지적재산권이사회의 3개 이사회로 구성된다. 이러한 3개의 이사회와는 별개로, 6개의 다른 기구가 있으며 이러한 기구에서는 일반이사회에 무역, 개발, 환경, 지역무역협정, 가입 등의 문제를 보고하는 역할을 한다.
- 상품이사회 - 상품의 국제 무역을 정의하는 관세 및 무역에 관한 일반협정(GATT)의 역할은 현재 상품이사회 소관이다. 이는 모든 회원국의 대표로 구성된다. 현재 의장은 핀란드의 Vesa Tapani HIMANEN이다.

- 무역관련 지적재산권이사회 - 무역관련 지적재산권에 관한 모든 협정 및 이와 관련된 세계무역기구의 문제는 무역관련 지적재산권이사회의 소관이다. 현재 의장은 대한민국의 최혁이다.

- 서비스이사회 - 서비스이사회는 일반이사회의 규정하에서 서비스무역 관련 일반협정을 감독하는 역할을 수행한다. 모든 회원국에 열려 있으며, 임의의 보조기구를 생성할 수 있다. 현재 의장은 콜롬비아의 Claudia URIBE이다.

## 기본 원칙
세계무역기구의 목표는 무역장벽을 낮추고 무역 협상의 기반을 제공함으로써 원활하고 자유로운 무역을 지원하는 것이다. 또한, 회원국들간에 분쟁이 일어날 경우 이를 조정하는 역할도 수행한다. 주요한 목적은 상품 및 서비스 생산자, 수출입자 등을 돕는 것이다.
무역 체계의 원칙
세계무역기구의 심의는 다음과 같은 무역의 기본 원리를 따라야 한다.
1. 무역 체계는 차별이 없어야 한다. 즉 국가는 다른 국가에 대해 우월적 권리를 행사하거나, 외국 상품이나 서비스를 차별해서는 안 된다. 그것은 두 가지 주요 요소로 이루어져 있다. 둘 다 상품, 서비스, 지적 재산에 대한 주요 WTO 규정에 포함되지만, 그들의 정확한 범위와 성격은 이들 영역마다 다르다.
2. 무역 체계는 자유로워야 한다. 즉 관세이든 비관세이든 최소한의 무역장벽을 유지해야 한다.
3. 무역 체계는 예상할 수 있어야 한다. 즉 외국 기업이나 정부는 무역장벽이 갑작스럽게 높아지지 않으리라는 것과 시장은 그대로 열려 있을 것을 보장받아야 한다.
4. 무역 체계는 보다 경쟁적이 되어야 한다.
5. 무역 체계는 후진국들을 고려해야한다. 즉 유예기간, 유연성, 권리 등을 보장해줘야 한다.

## 임무
1. 세계무역기구는 (WTO는) 본 계약의 이행, 관리 및 운영을 촉진하고 다자간 무역협정(Multiple Trade Agreement)의 체결 및 운용을 위한 프레임워크를 제공해야 한다.
2. 계약 별첨의 계약에 따라 처리되는 문제에 있어 다자간 무역관계에 관한 회원국 간의 협상 포럼을 제공해야 한다
3. WTO는 분쟁 해결을 위한 규칙과 절차에 대한 이해를 관리한다.
4. WTO는 무역정책심의기구를 운영한다
5. 세계적 경제정책 수립의 일관성을 제고하기 위하여, WTO는 적절한 경우 국제통화기금 및 국제부흥개발은행(IBRD)과 협력하여야 한다

### 협상
대부분의 범국제 기구가 '일국 일표제'나 혹은 '비례 표수제'를 도입해 투표를 통해 의결하는 반면, 세계무역기관의 협정과 같은 대개의 결정은 컨센서스에 의해 정해진다. 이는 모든 회원국의 찬성을 의미하는 것이 아니다. 단지 하나의 회원국이라도 반대를 하지 않으면 되는 것이다. 투표는 특별한 경우에만 이용된다.
컨센서스의 장점은, 가장 널리 받아들여지는 결론을 도출하기 위한 국가 간의 상호 노력을 장려하는 것이다. 반면 단점으로는, 오랜 시간 및 수많은 협상 과정이 필요하다는 것이다. 리차드 스타인버그(2002년)에 따르면 세계무역기구의 협상 방식인 컨센서스는 법 기반의 협상을 의도하였음에도, 현재의 협상 과정을 보면 유럽이나 미국의 힘에 의한 협상으로 마무리되고, 파레토 개선을 이끌어내지 못한다고 비판하였다. 컨센서스에 실패한 최근의 가장 유명한 예로는, 1999년 시애틀과 2003년 캉쿤에서 있었던 각료회의인데, 일부 개발 도상국의 거부가 원인이었다.
세계무역기구는 2001년 11월 도하에서 제4차 각료회의의 협상을 시작하였다. 회담은 논쟁에 휘말려 있으며, 캉쿤, 제네바, 파리에서의 계속된 협상에도 불구하고 합의는 아직 도출되지 않았다. 제6차 각료회의는 2005년 12월 13일부터 12월 18일까지 홍콩에서 열렸다.

### 분쟁 해결
다른 범국제 기구와 달리, 세계무역기구는 어떤 회원국이 다른 회원국에 대해 불만을 표시할 때 이를 중재하기 위해 내린 결정을 강제할 힘을 가지고 있다. 만약 WTO 분쟁해결기구가 내린 결정을 이행하지 않는다면, 이는 "보복 수단"을 허가할 근거는 되지만, 다른 강제 수단은 존재하지 않는다. 이는 경제적으로 강력한 미국과 같은 국가는 상대적으로 경제가 취약한 국가, 다시 말해 보복 수단을 통해 미국 무역에 손해를 입힐 힘이 없는 국가가 불만을 표시할 때 이를 실질적으로 무시할 수 있다는 것을 의미하다. 예로, 2005년 3월 상고심 판결에서 미국의 목화 보조금이 불법이라고 선언한 DS 276 건을 들 수 있다.

## 회원국 현황

세계무역기구 회원국 지도. 파란색 - 회원국, 하늘색 - 참관국, 회색 - 비회원국

세계무역기구는 설립당시 76개 회원국을 가지고 있었다. 이후 10년간 73개 회원국이 추가로 가입하였으며, 그중 중화인민공화국과 타이완, 펑후, 진먼, 마쭈 개별관세영역(중화민국)이 2001년 가입하였으며, 2005년 각료회의를 이틀 앞둔 2005년 12월 11일 사우디 아라비아가 가입하였다. 2008년 7월 23일 카보베르데가 153번째로 가입했다. 2011년 12월 16일, 러시아가 18년간의 협상 끝에 가입 승인이 이루어졌다. 현재의 회원국 목록은 여기 보관됨 2012-01-05 - 웨이백 머신에서 찾을 수 있다.
많은 수의 비회원국이 참관국으로 세계무역기구에 참가하고 있다. 총 30개 국으로,
안도라, 아제르바이잔, 바하마(2001년 가입 협상 중지), 벨라루스(2022년 가입 협상 중지), 부탄, 보스니아 헤르체고비나, 카보베르데, 적도기니(2007년이전에 회원국 가입을 시작할 것으로 예측), 에티오피아, 바티칸(가입 협상을 고려하지 않고 참관국으로 있도록 예외 적용), 이란, 이라크, 카자흐스탄, 라오스, 레바논, 리비아, 사모아, 세르비아, 몬테네그로, 상투메 프린시페, 세이셸(1998년 이후 협상 중지), 수단, 타지키스탄, 우크라이나, 우즈베키스탄, 바누아투(2001년 참관이 허용되었으나, 바누아투 스스로 인가하지 않았다), 마지막으로 예멘이다. 이중 많은 수가 회원국 가입을 고려하고 있다.
이란은 세계무역기구에 1996년 처음으로 가입을 신청했다. 하지만, 미국이 국제적 테러에 대한 테헤란의 지원을 비난하면서, 이란의 가입을 22번 저지하였다. 하지만 2005년 3월 미국은 이란의 가입 협상에 거부권을 행사하지 않겠다는 의사를 밝힌바 있다. 이는 미국과의 핵협상의 일환으로 이란의 회원국 가입 의사를 미국이 더 이상 막지 않겠다는 것이다.
다음 16개국 및 2개령은 아직 세계무역기구와 어떠한 관계도 맺지 않고 있다. 이는 에리트레아, 소말리아, 라이베리아, 시리아, 투르크메니스탄, 조선민주주의인민공화국, 모나코, 산마리노, 동티모르, 코모로, 나우루, 투발루, 팔라우, 키리바시, 미크로네시아, 마셜 제도, 서사하라, 팔레스타인 자치 정부이다.

## 협정
세계무역기구는 현재 국제법 지위를 가지는 20개 이상의 협정을 지니고 있다. 회원국은 반드시 모든 협정을 서명/비준하여야 한다. 세계무역기구의 모든 협정의 목록은 여기에서 찾을 수 있다. 몇몇 중요한 협정과 그 내용은 다음과 같다.

### 농업협정
농업협정(Agreement on Agriculture, AoA)은 1995년 초, 세계무역기구의 설립과 함께 효력을 발휘하기 시작했다. 이 협정은 개발 도상국에게는 소규모 농가를 보호해주던 무역 보호를 줄이게 하며, 부유한 나라에게는 엄청난 보조금으로 자국의 농민을 지원해 주는 것을 합리화시켜 주는 역할을 한다.
농업협정은 3개의 중요한 개념을 가지고 있다. 이는 국내보조, 시장접근, 수출경쟁이다.
국내보조
농업협정체제의 국내보조(보조금)는 녹색상자, 황색상자, 청색상자의 3개 항목으로 나뉜다. 이는 신호등의 색과 같이 녹색상자는 허용, 황색상자는 지원감소이며, 청색상자는 특별한 경우로 조건부 녹색을 의미한다.
- 녹색상자(허용 보조) - 시장을 왜곡하지 않거나 최소한으로 왜곡하는 한 국가 재정으로부터(소비자에게 떠 넘기지 않으며) 상한 없는 지원금을 제공할 수 있다는 것을 의미한다.
- 황색상자(감축대상 보조) - 정부가 보조금을 완전히 없애지는 않지만, 줄이기로 합의한 것을 의미한다. "de minimis"는 최소허용 보조를 의미하며, 선진국 5%, 개발도상국 10%의 수준이다.
- 청색상자(생산제한 아래 허용보조) - 보조금이 생산제한조치에 관련이 있는 한 상한 없이 제공될 수 있다는 것을 의미한다.

이에 추가로 "S&D상자" 즉 개발도상국 특별 우대 조치라는 예외 조항도 존재한다.
농업협정의 국내보조는 현재 유럽과 미국이 매년 농업 지원금조로 3800억 달러를 사용하도록 허용하고 있다. 이러한 지원금은 소규모농가에게 가지 않고, 거의 대부분이 대규모 사업농가에게 간다. 미국에서는 70%의 지원금이 10%의 농가에게 가며, 유럽에서는 지원금의 절반이 1%의 농가에게 간다. 이러한 지원금은 원가 이하의 농산물로 세계 시장을 넘치게 하며, 가난한 국가에서 가격을 억제하며, 저임금 노동을 유발한다. 보다 자세한 국내보조에 관한 문헌은 세계무역기구 국내보조 항목을 참조하기 바란다.

### 위생 및 검역조치에 관한 협정
위생 및 검역조치(AGREEMENT ON THE APPLICATION OF SANITARY AND PHYTOSANITARY MEASURES,SPS Agreement)는 1995년 적용되기 시작했으며, 국제 무역의 자유로운 흐름을 달성할 수 있도록 검역기준의 적용을 제한하는 것을 목표로 하고 있다. 위생 및 검역조치에 관한 협정 하에서, 세계무역기구는 동물 및 식물 보건(외산 해충 및 질병)과 마찬가지로 식품 안전(박테리아 오염, 살충제, 검사, 표식)에 관한 정부시책에 제한을 가할 수 있다. 검역기준은 사람 및 동식물의 보호에 매우 중요한 역할을 한다. 하지만, 세계무역기구의 위생 및 검역조치에 관한 협정에 따르면 이러한 검역기준은 외국의 경쟁사들을 배척하기 위한 이른바 '기술적인 무역 장벽'으로 적용될 수 있다는 것이다.
이 협정은 세계무역기구에 국가의 "예방 원칙"(즉, 사람이나 환경에 잠재적인 위협이 될 수 있는지에 관해 과학적인 확증이 없다면, 조심하는 편에서 행동하려는 원칙)을 무시할 수 있는 권한을 준다. 이 협정하에서는, 규제국 스스로가 해당 물품이 위험한지 과학적으로 증명하고 나서야 규제를 할 수 있다. 비록 과학자들이 해충 및 유해 식물이 유발할 수 있는 모든 형태의 피해를 예상하는 것이 불가능하다는 것을 알고 있지만 말이다.
위생 및 검역조치에 관한 협정과 유전자 변형 농산물
세계 유전자 변형 농산물 생산량의 80%를 차지하는 미국은 위생 및 검역조치에 관한 협정을 언급하며 유전자 변형 농산물의 수입을 규제하는 유럽 연합의 법이 정당하지 않으며, 세계무역기구 하에서 불법이라며 공격하였다. 세계무역기구는 이 건을 2006년에 처리할 예정이다. 만약 유럽 연합의 법이 불법으로 간주되면, 예방 원칙을 기반하여 유전자 변형체를 국가 차원에서 거부할 권리를 주었던 최초의 범국가적 협정인, "바이오 안전성에 관한 카르타헤나 의정서" 역시 위험에 빠질 우려가 있다.

## 연혁
- 1986년~1994년 - 관세 및 무역에 관한 일반협정의 우루과이 라운드에서 세계무역기구를 설립하는 마라케시 선언 채택.
- 1995년 1월 1일 - 세계무역기구 창설.
- 1995년 5월 1일 - 레나토 루지에로가 4년간의 임기로 사무총장에 취임.
- 1996년 12월 9일~12월 13일 - 싱가포르에서 제1차 각료회의 개최.
- 1998년 5월 18일~5월 20일 - 스위스 제네바에서 제2차 각료회의 개최.
- 1999년 9월 1일 - 故 마이크 무어가 사무총장에 취임. 사무총장 선거는 각축을 벌였으며, 故 마이크 무어와 수파차이 파닛차팍이 6년간의 임기를 반씩 하는 것으로 합의.
- 1999년 11월 30일~12월 3일 - 미국 워싱턴주 시애틀에서 제3차 각료회의 개최. 세계의 이목을 끈 수많은 반대 집회로 실패로 끝났다.
- 2001년 11월 9일~11월 13일 카타르 도하에서 제4차 각료회의 개최. 도하 라운드 시작. 도하 선언 채택.
- 2001년 12월 1일 - 15년간의 협상 끝에 중화인민공화국이 가입.
- 2002년 1월 1일 - 중화민국(타이완)이 타이완, 펑후, 진먼, 마쭈 개별관세영역 명의로 가입.
- 2002년 9월 1일 - 수파차이 파닛차팍이 사무총장에 취임.
- 2003년 9월 10일~9월 14일 - 멕시코 캉쿤에서 제5차 각료회의 개최.
- 2004년 8월 - 제네바 회담 결과 도하 라운드 뼈대 완성. 선진국은 농업보조금을 낮추며, 반면 개발도상국은 공산품에 대한 관세를 낮춤
- 2005년 5월 13일 - 파스칼 라미가 사무총장에 취임.
- 2005년 12월 11일 - 사우디아라비아가 가입.
- 2005년 12월 13일~12월 18일 - 홍콩에서 제6차 각료회의 개최.
- 2011년 12월 16일 - 18년간의 협상 끝에 러시아의 가입 승인. (최장 협상 기록)
- 2013년 - 호베르토 아제베두가 사무총장에 취임.
- 2021년 - 응고지 오콘조이웨알라가 사무총장에 취임.

## 사무총장
| 국적       | 이름                  | 임기            |
| ---------- | --------------------- | --------------- |
| 아일랜드   | 피터 서덜랜드         | 1993년 ~ 1995년 |
| 이탈리아   | 레나토 루지에로       | 1995년 ~ 1999년 |
| 뉴질랜드   | 마이크 무어           | 1999년 ~ 2002년 |
| 태국       | 수파차이 파닛차팍     | 2002년 ~ 2005년 |
| 프랑스     | 파스칼 라미           | 2005년 ~ 2013년 |
| 브라질     | 호베르토 아제베두     | 2013년 ~ 2021년 |
| 나이지리아 | 응고지 오콘조이웨알라 | 2021년 ~        |

## 비판

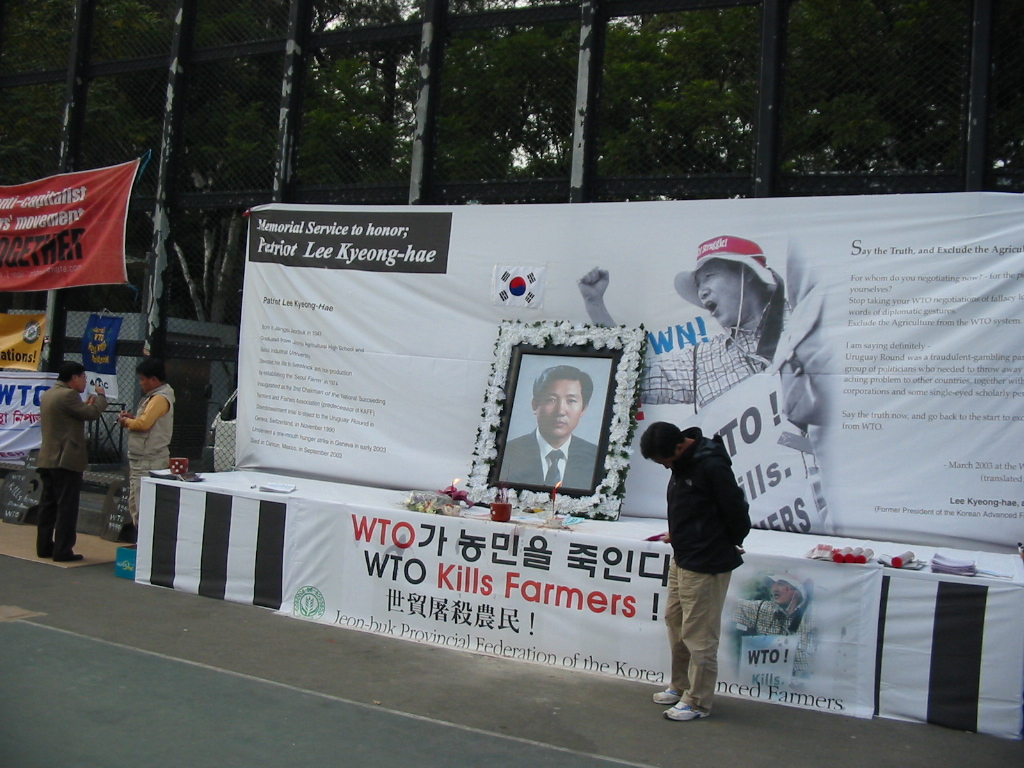
WTO 홍콩 각료회의 당시 이경해를 추모하는 대한민국 민중투쟁단

세계무역기구의 목적은 이른바 자유 무역을 증진시키고, 경제 성장을 불러 일으키며, 이를 통해 사람들의 생활을 보다 윤택하게 한다는 것이다. 하지만 경제 성장이 빠르고 불평등한 방식으로 진행된다면, 이는 구조적인 고용 저하를 일으키며 가난을 심화한다.
세계무역기구는 경제 세계화와 자유 무역을 조장하는데, 이를 반세계화 운동 단체에서는 문제라고 지적한다. 이들은 세계무역기구의 조약이 다국적 기업과 부유한 국가에게 편파적이며 불공정하게 치우쳐 있다고 비난하고 있다.
이러한 불만들은 WTO 각료회의가 열릴 떄마다 각료회의 주최 지역에서 시위자들이 모여서 시위를 하는 형태로 표출되기도 하였다. 대표적으로 1999년 시애틀 WTO 시위, 2003년 칸쿤 WTO 시위, 그리고 WTO 홍콩 각료회의 시위등이 있다.
세계무역기구가 모든 국가에게 공평한 발언 기회를 제공하며, 로비로부터 정부를 보호하며, 유능한 정부를 장려한다고 하지만, 작은 나라는 거의 영향을 미치지 못한다. 세계무역기구는 그 자체가 강력한 로비의 수단이 되었다고 비판을 받는다. 또한 가입은 자율적이지만, 비회원국을 사실상 무역봉쇄를 통해서 변화 및 실험적인 체제를 거부하는 강제적인 세계 경제 체제가 되었다는 비판이 있다.
비판 중에서는 "세계무역기구의 목적은 개발도상국을 지원하는 것임에도 불구하고, 세계무역기구에서 영향력 있는 나라는 자신의 경제적 이득만 찾으려고 한다. 실제로 필요한 도움은 종종 무시되고는 한다. 또한, 건강, 안전, 환경에 관한 문제는 주요한 관심사가 아니다."고 하는 의견도 있다.
재그디시 바그와티(Jagdish Bhagwati)는 심지어 자유무역과 세계화를 옹호함에도, 무역관련 지적재산권에 관한 협정이 세계무역기구/GATT체제에 도입되는 것을 강하게 비판했다. 그가 생각한 문제점은 다른 무역 비관련 협정이 기구의 역할을 압도해 버릴지도 모른다는 것이었다.
세계 연방 운동과 같은 많은 비정부단체가 세계무역기구의 의사결정에 보다 민주적인 참여를 가능하게 하는 의회 감시기관을 만들도록 요구하고 있다. 캐롤린 루카스 박사는 그러한 감시기관이 세계무역기구의 여러 절차 및 규정을 개혁하는 데 지대한 공헌을 할 것으로 주장했다. 하지만 라울 마크 제나(Raoul Marc Jennar) 박사는 그러한 감시기관이 다음 이유로 효과적이지 못할 것으로 주장했다. 즉, 가장 중요한 결정을 하는 "비공식 회담"을 해결하지 못하며, 국가 간에 실질적으로 존재하는 불평등을 감소시키지 못하며, 분쟁 해결 규약의 위반사항을 개선하지 못하리라는 것이다.

## 홍콩 각료회의
세계무역기구 홍콩 각료회의는 2005년 12월 13일부터 12월 18일까지 홍콩에서 열렸다. 이는 최고 의사 결정 기관으로서 2년마다 앞으로의 방향에 관해 논의하는 자리이다. 이번은 6차 회의이며, 4년 전에 시작한 도하 라운드 협상을 2006년에 결론 내리기 위한 중요한 자리이다.
시위자들의 주된 목적은 각국의 대표자들을 도로에서 막아서 회담장에 도착하지 못하게 함으로써 회담 자체를 중단시키는 것이다. 정부는 이미 보도블록을 붙여버려서 무기로 사용되는 것을 막았다. 회담이 열리는 완 차이 지구 인근 상가는 철문 및 유리 창살과 같이 경비를 강화할 것을 요청받았다.

## 같이 보기
- 관세 및 무역에 관한 일반협정
- 자유 무역
  - 반덤핑
  - 긴급 수입제한 조치
  - 정부보조
- 서비스무역에 관한 일반협정
- 국제 무역
- 무역관련 지적재산권에 관한 협정
- 무역권
- 반세계화 운동

### 반 세계무역기구 링크
- WTO 패러디 사이트
- WTOaction.org
- TradeObservatory.org
- www.globalexchange.org — WTO에 반대하는 까닭
- www.sfgate.com — 케빈 필립의 WTO은 축복인가 저주인가
- www.foodfirst.org 반 WTO 세계 집회의 날
- Oxfam: 공정한 무역을 요구